# Krzysztof Jóźwik
Krzysztof Stanisław Jóźwik (ur. 30 grudnia 1962 w Gałkowie Dużym) – polski inżynier, profesor nauk technicznych, profesor Politechniki Łódzkiej i jej rektor od 2020 roku.

## Życiorys
Absolwent XXV Liceum Ogólnokształcącego im. Stefana Żeromskiego w Łodzi. W 1987 ukończył studia z zakresu budowy i eksploatacji maszyn na Politechnice Łódzkiej. Doktoryzował się w 1998 na uczelni macierzystej na podstawie dysertacji: Badanie turbiny zespołu ładującego silnik tłokowy w warunkach stacjonarnego i niestacjonarnego zasilania, której promotorem był dr hab. Jan Ciepłucha. Stopień naukowy doktora habilitowanego uzyskał w 2006 na PŁ w oparciu o monografię pt. Mechaniczna uchylna dyskowa zastawka serca z warstwą nanokrystalicznego diamentu. Tytuł profesora nauk technicznych otrzymał 14 sierpnia 2014 roku.
Od 1987 związany jako nauczyciel akademicki z Politechniką Łódzką, na której objął stanowisko profesora. Na PŁ pełnił funkcje organizacyjne: był prodziekanem Wydziału Mechanicznego (2002–2008), prorektorem do spraw kształcenia (2008–2012), a w 2007 został dyrektorem Instytutu Maszyn Przepływowych. 1 stycznia 2020 został powołany na prorektora PŁ do spraw kształcenia, a w marcu 2020 został kierownikiem sztabu antykryzysowego PŁ w związku z pandemią COVID-19. W lipcu 2020 został wybrany na rektora Politechniki Łódzkiej w kadencji 2020–2024 (był jedynym kandydatem), a w kwietniu 2024 uzyskał reelekcję na kadencję 2024–2028.
W 1997 rozpoczął współpracę z Instytutem „Centrum Zdrowia Matki Polki” w Łodzi i Fundacją Rozwoju Kardiochirurgii w Zabrzu w obszarze inżynierii biomedycznej. W latach 2006–2012 był profesorem wizytującym w Coventry University, a w 2009 został egzaminatorem zewnętrznym w Cranfield University. Wygłaszał wykłady w Imperial College London, Uniwersytecie w Libercu, Uniwersytecie w Gandawie i Uniwersytecie w Leeds.
Specjalizuje się w budowie i eksploatacji maszyn. Prowadził badania nad turbinami wiatrowymi małej mocy, systemem usuwania rtęci z gazów wylotowych bloków energetycznych spalających węgiel brunatny oraz metodami i systemem utylizacji opakowań aerozolowych. Opiekował się zespołem młodych naukowców, który realizował obliczenia i napęd śmigłowy do helikoptera Eurocopter X3. W latach 2008–2012 kierował jednym z zadań w projekcie „Polskie sztuczne serce”.
Autor lub współautor ponad 170 prac, w tym m.in. monografii pt. Modelling of Blood Flows (2013).
Odznaczony Brązowym (2003) i Złotym (2012) Krzyżem Zasługi, w 2022 odznaczony Krzyżem Kawalerskim Orderu Odrodzenia Polski. W 2023 otrzymał Złoty Medal „Zasłużony dla Nauki Polskiej Sapientia et Veritas”.